# Juan Joaquín Rodríguez y Femenías
Juan Joaquín Rodríguez y Femenías (1839-1905) fue un botánico, explorador y algólogo español
Estudió extensamente la flora de Menorca, publicando de 1865 a 1868 su Catálogo razonado de las plantas vasculares de Menorca (116 pp.), realizando una introducción a la historia de la Botánica de Menorca. El endemismo balear Senecio rodriguezii recibió este nombre en su honor.
En 1874 publica en Anales de la Sociedad Española de historia natural (tomo III. 1874), el Suplemento al Catálogo razonado etc. Se identifican y clasifican en esas dos obras unas 860 especies, con la indicación de su nombre común, su localización, época de floración. 
Además publica Additions a la Flore de Minorque, en el Bulletin de la Société Botanique de France (t. XXV, 1878), una lista de siete especies nuevas. Su obra Flórula de Menorca, impreso en Mahón entre 1901 y 1904 existe el texto en línea  Archivado el 4 de marzo de 2016 en Wayback Machine.

## Algunas publicaciones
- 1869. Note sur deux espèces nouvelles de Minorque. Ed. Impr. de Martinet. 2 pp.
- 1875. Catalogo de los musgos de las Baleares. Anal. Soc. Esp. Hist. Nat. tomo IV. 11 pp.

- La abreviatura «J.J.Rodr.» se emplea para indicar a Juan Joaquín Rodríguez y Femenías como autoridad en la descripción y clasificación científica de los vegetales.[1]